# Piramidă alimentară
Piramida alimentară este un ghid vizual care ilustrează grupurile de alimente esențiale pentru o dietă echilibrată, organizate pe nivele în funcție de proporțiile recomandate.

## Structură
1. Baza piramidei: Aceasta include cerealele integrale (pâine integrală, orez brun, paste integrale), legumele și fructele. Acestea ar trebui să constituie baza alimentației zilnice, cu 6-11 porții de cereale, 3-5 porții de legume și 2-4 porții de fructe. [1]
2. Următorul nivel: Aici se află proteinele, care includ carne slabă, pește, ouă, leguminoase, nuci și semințe. Se recomandă 2-3 porții pe zi din aceste surse de proteine. [2]
3. Penultimul nivel: Acest nivel este dedicat produselor lactate, cum ar fi laptele, iaurtul și brânza, cu 2-3 porții recomandate pe zi. [2]
4. Vârful piramidei: Aici se găsesc grăsimile și dulciurile, care ar trebui consumate cu moderație. Acestea sunt considerate alimente de consum ocazional și nu ar trebui să constituie o parte semnificativă a dietei zilnice.[2]

## Concluzie
Piramida alimentară servește ca un instrument util pentru a ajuta oamenii să înțeleagă cum să își echilibreze dieta prin consumul diversificat de alimente din toate grupele, promovând astfel un stil de viață sănătos. Este important să se acorde atenție porțiilor și să se prioritizeze alimentele integrale și naturale.